# عبد الغني برادر
الملا عبد الغني برادر (مواليد 1968، قرية ويتماك بولاية أوروزغان الأفغانية) قائد عسكري في حركة طالبان، وتقول مصادر أنه الرجل الثاني في الحركة بعد صهره الملا محمد عمر، كما أن له دورًا جوهريًا في الأنشطة العسكرية والتمويلية لحركة طالبان. في فبراير 2010 أعلنت الحكومة الباكستانية إلقاء القبض على برادر في كراتشي. لكن طالبان نفت ذلك.
بعد تزعمه المفاوضات مع الحكومة الأمريكية، تولى عبد الغني برادر منصب نائب رئيس الوزراء في حكومة طالبان الجديدة في 7 سبتمبر 2021 وذلك بعد سيطرة الحركة على العاصمة كابل وفرار الرئيس أشرف غني في أغسطس 2021.

## المولد والنشأة
ولد الملا عبد الغني برادر عام 1968 في قرية ويتماك، بمقاطعة ديهراوود، بإقليم أوروزغان (جنوب أفغانستان)، وينتمي إلى قبيلة بوبلزي الشهيرة في الولايات الجنوبية. شارك في الكفاح ضد الغزو السوفياتي لأفغانستان عام 1979 وذلك بإنضمامه للمجاهدين الأفغان وقيل أنه قاتل خلال تلك الفترة إلى جانب الملا عمر.

## المسيرة السياسية

### فترة الغزو السوفياتي (1979 - 1989)
جراء الغزو السوفياتي لبلاده عام 1979، اختار عبد الغني الإنضمام للمقاتلين الأفغان حارب خلال تلك الفترة في مديرية بنجواي بولاية قندهار بجوار الملا محمد عمر. لاحقا، تزوج عبد الغني من أخت الملا عمر وأصبحا نسيبين.

### فترة ما بعد الغزو السوفياتي
كان عبد الغني أحد الرجال الأربعة الذين أسسوا حركة طالبان عام 1994 والتي انبثقت من رحم المدارس الدينية في جنوب البلاد وفي مخيمات اللاجئين الأفغان في باكستان.

### فترة حكم طالبان (1996 - 2001)
سنتان فقط إلا وسيطرة الحركة على الحكم في أفغاستان عام 1996، حيث شغل الملا عبد الغني برادر عدة مناصب، من أهمها حاكم ولايتي نيمروز وهرات، ومسؤول عسكري في غربي أفغانستان وحسب وثيقة لوزارة الخارجية الأمريكية فإن برادر تولى منصب نائب رئيس أركان الجيش وقائد فيلق الجيش المركزي في العاصمة كابل. كما قيل إنه تولى قيادة وزارة الدفاع عندما غزا الأمريكيون البلاد بعد هجمات 11 سبتمبر 2001.

### فترة ما بعد الغزو الأمريكي لأفغانستان
بعد الإطاحة بحركة طالبان بعد أحداث 11 سبتمبر/أيلول 2001، قررت قيادة طالبان مغادرة الأراضي الأفغانية، وبعد مقتل الملا داد الله عام 2007 ارتقى الملا عبد الغني برادر إلى قيادة مجلس شورى طالبان، وأصبح الزعيم الفعلي بتوصية مباشرة من مؤسس الحركة الملا محمد عمر. لكن رغم أنشطته العسكرية ورد أن الملا عبد الغني كان وراء العديد من المحاولات لبدء محادثات السلام مع الحكومة الأفغانية، وتحديدا بين عامي 2004 و2009.
واستمر برادر في قيادة الحركة حتى أُلقي القبض عليه في فبراير/شباط عام 2010، في مدينة كراتشي الباكستانية، بعد عملية عسكرية مشتركة بين القوات الأمريكية والباكستانية. قالت وسائل إعلام «إن المخابرات الباكستانية والأمريكية رأت أن الملا برادر يغرد خارج السرب لذلك وجب اعتقاله»، مَثّل اعتقاله ضربة قاسية لعملية المفاوضات التي بدأها الملا برادر بموافقة الملا محمد عمر مع الرئيس الأفغاني السابق حامد كرزاي، الذي ينتمي إلى القبيلة نفسها التي ينتمي إليها برادر، وجاء اسم الملا برادر على رأس قوائم المسجونين الذين طالبت الحركة بإطلاق سراحهم، في مفاوضاتها المتعاقبة مع المسؤولين الأمريكيين والحكومة الأفغانية كما حاول الرئيس الأفغاني السابق حامد كرزاي مع عدة حكومات باكستانية إطلاق سراحه من أجل دفع عملية المفاوضات، لكن الباكستانيين رفضوا طلب الحكومة الأفغانية باستمرار.
وقد أعلنت باكستان إطلاق سراحه في 20 سبتمبر/ أيلول 2012، لكنه ظل خاضعا للإقامة الجبرية فعليا في باكستان.
في أكتوبر 2013، قالت وكالة رويترز «إن الملا عبد الغني برادر الرجل الثاني في حركة طالبان المحتجز في باكستان نقل إلى منزل آمن في مدينة بيشاور قرب الحدود الأفغانية فيما يمثل خطوة نحو بدء محادثات سلام مع حركة طالبان الأفغانية.» كما قالت رويترز «إن أفغانستان والولايات المتحدة أن برادر بيده مفتاح وقف الحرب في أفغانستان نظرا لما لديه من نفوذ يتيح له إقناع رفاقه السابقين بوقف القتال».

### قيادته عملية التفاوض
بعد ضغوط أمريكية ووساطة قطرية، ٱطلق سراح الملا عبد الغني في أكتوبر 2018 ثم انتقل للدوحة ليترأس وفد الحركة في محادثات السلام مع الحكومة الأمريكية عام 2019.
وقد وصل الطرفان إلى اتفاق وصف بـ«الإتفاق التاريخي» في فبراير 2020 مما مهد الطريق نحو انسحاب كامل للقوات الأجنبية من أفغانستان في غضون 14 شهرا ومثل خطوة نحو إنهاء الحرب المستمرة منذ 18 عاما. ووقع الاتفاق في العاصمة القطرية الدوحة المبعوث الأمريكي الخاص بأفغانستان زلماي خليل زاد والمسؤول السياسي لطالبان الملا عبد الغني برادار. وحضر وزير الخارجية الأمريكي آنذاك مايك بومبيو مراسم التوقيع. وقال وزير الدفاع الأمريكي آنذاك مارك إسبر إن «توقيع الاتفاق خطوة جيدة لكن الطريق لن يكون سهلا».
وأعلنت الولايات المتحدة أنها ملتزمة بتقليص عدد قواتها في أفغانستان من 13 ألفا في فبراير 2020 إلى 8600 جندي في غضون 135 يوما من توقيع الاتفاق والعمل مع حلفائها على خفض عدد قوات التحالف في أفغانستان على نحو متناسب خلال هذه الفترة إذا ما أوفت طالبان بالتزاماتها.

### العودة إلى السلطة
بعد الإنسحاب الأمريكي من أفغانستان، بدأت حركة طالبان عملياتها العسكرية للسيطرة على العاصمة كابل وهو ما حدث في أغسطس 2021، وقد وصل الرجل الثاني في الحركة الملا عبد الغني برادر إلى كابل السبت 21 أغسطس لإجراء محادثات مع قياديين في الحركة وسياسيين آخرين حول تشكيل حكومة جديدة في البلاد.
وقد ٱعلن عن تشكيل الحكومة رسميا في 7 سبتمبر 2021، وكان من المتوقع أن يتولى برادر رئاسة هذه الحكومة إلا أنه تولى منصب نائب رئيس مجلس الوزراء.